# Футбол на Літній універсіаді 2013 — жіночий турнір
Змагання з футболу серед жіночих команд на XXVII літній Універсіаді в Казані пройшли з 5 по 15 липня 2013 року та завершилися перемогою збірної Великої Британії.
У турнірі взяли участь 12 команд, розподілені на попередньому етапі на 3 групи по 4 команди. У кожній з груп команди зіграли один з одним по одному матчу. Дві найкращі команди з кожної групи і 2 найкращі команди, що зайняли 3 місця, продовжили боротьбу за місця з 1 по 8 по системі плей-офф. Третя команда з 3-м місцем у групі, і 3 команди, що посіли 4 місця, взяли участь у втішному турнірі, де розіграли місця з 9 по 12.

## Попередній раунд

### Група A
| Команда           | І | В | Н | П | ЗМ | ПМ | РМ | О |
| ----------------- | - | - | - | - | -- | -- | -- | - |
| Китайський Тайбей | 3 | 2 | 0 | 1 | 5  | 4  | +1 | 6 |
| Південна Корея    | 3 | 1 | 1 | 1 | 6  | 5  | +1 | 4 |
| ПАР               | 3 | 1 | 1 | 1 | 5  | 5  | 0  | 4 |
| Росія             | 3 | 1 | 0 | 2 | 2  | 4  | −2 | 3 |

| 5 липня 2013 17:00 |

| Росія        | 1-0 | ПАР |
| ------------ | --- | --- |
| Сінютіна 10' |     |     |

| «Рубін», Казань Арбітр: Франсія Ґонзалез (Мексика) |

| 5 липня 2013 17:00 |

| Південна Корея  | 1-2 | Китайський Тайбей           |
| --------------- | --- | --------------------------- |
| Янґ Сел-Джі 36' |     | Лін Я-Гуй 46' Янґ Я-Ган 69' |

| «Трудові резерви», Казань Арбітр: Мішель О'Нілл (Ірландія) |

| 7 липня 2013 20:00 |

| Росія | 0-1 | Китайський Тайбей |
| ----- | --- | ----------------- |
|       |     | Лі Гсю-Чін 36'    |

| «Рубін», Казань Арбітр: Рікако Кувагара (Японія) |

| 7 липня 2013 20:00 |

| Південна Корея                       | 2-2 | ПАР                    |
| ------------------------------------ | --- | ---------------------- |
| Янґ Сел-Джі 33' Мун Мі-Ра 86' (пен.) |     | Сопосенв 54' Смеда 90' |

| «Трудові резерви», Казань Арбітр: Ана Альвез (Бразилія) |

| 9 липня 2013 20:00 |

| Росія         | 1-3 | Південна Корея                      |
| ------------- | --- | ----------------------------------- |
| Чолов'яга 30' |     | Янґ Сел-Джі 25' Лі Ґум-Мін 52', 84' |

| «Рубін», Казань Арбітр: Франсія Ґонзалез (Мексика) |

| 9 липня 2013 20:00 |

| Китайський Тайбей   | 2-3 | ПАР                                  |
| ------------------- | --- | ------------------------------------ |
| Лью Чен-Юн 62', 78' |     | Малту 58' (пен.) Смеда 69' Молло 86' |

| «Трудові резерви», Казань Арбітр: Шіна Мері Лав (Канада) |

### Група B
| Команда  | І | В | Н | П | ЗМ | ПМ | РМ | О |
| -------- | - | - | - | - | -- | -- | -- | - |
| Мексика  | 3 | 3 | 0 | 0 | 13 | 6  | +7 | 9 |
| Ірландія | 3 | 1 | 1 | 1 | 3  | 4  | −1 | 4 |
| Канада   | 3 | 1 | 0 | 2 | 6  | 4  | +2 | 3 |
| КНР      | 3 | 0 | 1 | 2 | 2  | 10 | −8 | 1 |

| 5 липня 2013 11:00 |

| КНР | 0-0 | Ірландія |
| --- | --- | -------- |
|     |     |          |

| «Рубін», Казань Арбітр: Ана Альвез (Бразилія) |

| 5 липня 2013 11:00 |

| Канада                      | 2-3 | Мексика                          |
| --------------------------- | --- | -------------------------------- |
| Бойд 57' (пен.) Тессьєр 65' |     | Коррал 47', 83' (пен.) Майор 55' |

| «Трудові резерви», Казань Арбітр: Маріна Мамаєва (Росія) |

| 7 липня 2013 17:00 |

| КНР                         | 2-6 | Мексика                                                                  |
| --------------------------- | --- | ------------------------------------------------------------------------ |
| Ванґ Тінґ 22', 90+3' (пен.) |     | Коррал 12' (пен.), 73' Монсівейс 45' Мерсадо 60' (пен.) Майор 79', 90+1' |

| «Рубін», Казань Арбітр: Ірина Терещенко (Росія) |

| 7 липня 2013 17:00 |

| Канада | 0-1 | Ірландія  |
| ------ | --- | --------- |
|        |     | Лавлор 7' |

| «Трудові резерви», Казань Арбітр: Пак Джі-Йонґ (Корейська республіка) |

| 9 липня 2013 17:00 |

| КНР | 0-4 | Канада                                                    |
| --- | --- | --------------------------------------------------------- |
|     |     | Тессьєр 2' Ланд 22' (пен.), 82' (пен.) Лі Лінґай 78' (аг) |

| «Рубін», Казань Арбітр: Ельвіра Нурмустафіна (Казахстан) |

| 9 липня 2013 17:00 |

| Мексика                                             | 4-2 | Ірландія               |
| --------------------------------------------------- | --- | ---------------------- |
| М. Солфс 18' Коррал 37' Ґаллеґос 45' Д. Соліс 45+2' |     | Лавлор 16' Догерті 61' |

| «Трудові резерви», Казань Арбітр: Кін Лянґ (Китай) |

### Група C
| Команда         | І | В | Н | П | ЗМ | ПМ | РМ  | О |
| --------------- | - | - | - | - | -- | -- | --- | - |
| Японія          | 3 | 2 | 0 | 1 | 9  | 2  | +7  | 6 |
| Велика Британія | 3 | 2 | 0 | 1 | 8  | 3  | +5  | 6 |
| Бразилія        | 3 | 2 | 0 | 1 | 6  | 2  | +4  | 6 |
| Естонія         | 3 | 0 | 0 | 3 | 1  | 17 | −16 | 0 |

| 5 липня 2013 17:00 |

| Японія                                                               | 7-0 | Естонія |
| -------------------------------------------------------------------- | --- | ------- |
| Такахаші 4', 34', 78', 90+4' Такеяма 15' Нішікава 42' Накамура 45+1' |     |         |

| «Олімп» Арбітр: Шіна Мері Лав (Канада) |

| 5 липня 2013 17:00 |

| Бразилія | 0-2 | Велика Британія     |
| -------- | --- | ------------------- |
|          |     | Кірбі 62' Вілан 81' |

| «Ракета» Арбітр: Ірина Терещенко (Росія) |

| 7 липня 2013 17:00 |

| Японія         | 2-1 | Велика Британія |
| -------------- | --- | --------------- |
| Суґіта 3', 53' |     | Ліпка 50'       |

| «Ракета» Арбітр: Маріна Мамаєва (Росія) |

| 7 липня 2013 20:00 |

| Бразилія                                                       | 5-0 | Естонія |
| -------------------------------------------------------------- | --- | ------- |
| Пірс 32' Ваєґас 40' Крілеварі 55' Демонер 67' (пен.) Сочор 77' |     |         |

| «Ракета» Арбітр: Шіна Мері Лав (Канада) |

| 9 липня 2013 20:00 |

| Японія | 0-1 | Бразилія    |
| ------ | --- | ----------- |
|        |     | Демонер 21' |

| «Олімп» Арбітр: Мішель О'Нілл (Ірландія) |

| 9 липня 2013 20:00 |

| Велика Британія                                           | 5-1 | Естонія      |
| --------------------------------------------------------- | --- | ------------ |
| Стенлі 28' Світмен-Кірк 40', 70' Гінніґан 89' Кірбі 90+2' |     | Баннікова 1' |

| «Ракета» Арбітр: Ірина Терещенко (Росія) |

## Кваліфікаційні раунди

### Матчі за 9-12 місце
| Команда | І | В | Н | П | ЗМ | ПМ | РМ | О |
| ------- | - | - | - | - | -- | -- | -- | - |
| Росія   | 3 | 3 | 0 | 0 | 8  | 1  | +7 | 9 |
| Канада  | 3 | 2 | 0 | 1 | 6  | 3  | +3 | 6 |
| КНР     | 3 | 0 | 1 | 2 | 2  | 7  | −5 | 1 |
| Естонія | 3 | 0 | 1 | 2 | 1  | 6  | −5 | 1 |

| 11 липня 2013 17:00 |

| КНР            | 1-2 | Канада        |
| -------------- | --- | ------------- |
| Лью Бінґюн 45' |     | Ланд 40', 63' |

| «Ракета» Арбітр: Ана Альвез (Бразилія) |

| 11 липня 2013 20:00 |

| Естонія | 0-2 | Росія               |
| ------- | --- | ------------------- |
|         |     | Чуб 9' Сінютіна 17' |

| «Ракета» Арбітр: Пак Джі-Йонґ (Корейська республіка) |

| 13 липня 2013 17:00 |

| КНР | 0-4 | Росія                                          |
| --- | --- | ---------------------------------------------- |
|     |     | Чолов'яга 10', 62' Пантухіна 66' Кемрюгова 87' |

| «Ракета» Арбітр: Шіна Мері Лав (Канада) |

| 13 липня 2013 20:00 |

| Естонія | 0-3 | Канада                          |
| ------- | --- | ------------------------------- |
|         |     | Еммотт 68' Тессьєр 84' Ланд 86' |

| «Ракета» Арбітр: Франсія Ґонзалез (Мексика) |

| 15 липня 2013 14:00 |

| Росія             | 2-1 | Канада      |
| ----------------- | --- | ----------- |
| Сінютіна 23', 72' |     | Савіцкі 59' |

| «Олімп» Арбітр: Кін Лянґ (Китай) |

| 15 липня 2013 14:00 |

| КНР        | 1-1 | Естонія     |
| ---------- | --- | ----------- |
| Чанг Ю 79' |     | Емажо 90+5' |

| «Ракета» Арбітр: Ельвіра Нурмустафіна (Казахстан) |

### Півфінальний раунд

#### Матч за 5-8 місця
| 13 липня 2013 17:00 |

| Японія         | 2-1 | Південна Корея |
| -------------- | --- | -------------- |
| Саяма 37', 77' |     | Лі Со-Дам 10'  |

| «Трудові резерви», Казань Арбітр: Кін Лянґ (Китай) |

| 13 липня 2013 20:00 |

| Китайський Тайбей | 0-1 | Ірландія  |
| ----------------- | --- | --------- |
|                   |     | Перрі 16' |

| «Трудові резерви», Казань Арбітр: Ана Альвез (Бразилія) |

#### Матч за 7-е місце
| 15 липня 2013 11:00 |

| Китайський Тайбей | 0-6 | Південна Корея                                                                         |
| ----------------- | --- | -------------------------------------------------------------------------------------- |
|                   |     | Сео Ґюн-Сук 15' Янґ Сел-Джі 17', 57' Лі Ґум-Мін 35' Гсьє І-Лінґ 63' (аг) Мун Мі-Ра 85' |

| «Трудові резерви», Казань Арбітр: Мішель О'Нілл (Ірландія) |

#### Матч за 5-е місце
| 15 липня 2013 14:00 |

| Ірландія | 0-4 | Японія                                 |
| -------- | --- | -------------------------------------- |
|          |     | Сеґучі 43', 57' Такахаші 67' Саїто 85' |

| «Трудові резерви», Казань Арбітр: Ірина Терещенко (Росія) |

## Фінальний раунд
|  | Чвртьфінали | Чвртьфінали       | Чвртьфінали     |         |                | Півфінали | Півфінали | Півфінали |                   |                   | Фінал             | Фінал             | Фінал |
|  |             |                   |                 |         |                |           |           |           |                   |                   |                   |                   |       |
|  | A1          | Китайський Тайбей | 1               |         |                |           |           |           |                   |                   |                   |                   |       |
|  | C3          | Бразилія          | 3               |         |                |           |           |           |                   |                   |                   |                   |       |
|  | C3          | Бразилія          | 3               |         | C3             | Бразилія  | 0         |           |                   |                   |                   |                   |       |
|  |             |                   |                 |         | C3             | Бразилія  | 0         |           |                   |                   |                   |                   |       |
|  |             | C2                | Велика Британія | 1       |                |           |           |           |                   |                   |                   |                   |       |
|  | B2          | C2                | Велика Британія | 1       | Ірландія       | 0         |           |           |                   |                   |                   |                   |       |
|  | B2          |                   |                 |         | Ірландія       | 0         |           |           |                   |                   |                   |                   |       |
|  | C2          | Велика Британія   | 8               |         |                |           |           |           |                   |                   |                   |                   |       |
|  |             |                   |                 |         |                |           |           |           |                   |                   | C2                | Велика Британія   | 6     |
|  |             |                   | B1              | Мексика | 2              |           |           |           |                   |                   |                   |                   |       |
|  | C1          | Японія            | 3 (4)           |         |                |           |           |           |                   |                   |                   |                   |       |
|  | A3          | ПАР               | 3 (5)           |         |                |           |           |           |                   |                   |                   |                   |       |
|  | A3          | ПАР               | 3 (5)           |         | A3             | ПАР       | 1         |           | Матч за 3-є місце | Матч за 3-є місце | Матч за 3-є місце | Матч за 3-є місце |       |
|  |             |                   |                 |         | A3             | ПАР       | 1         |           | Матч за 3-є місце | Матч за 3-є місце | Матч за 3-є місце | Матч за 3-є місце |       |
|  |             | B1                | Мексика         | 4       |                |           |           |           |                   |                   |                   |                   |       |
|  | A2          | B1                | Мексика         | 4       | Південна Корея | 0         |           | C3        | Бразилія          | 2                 |                   |                   |       |
|  | A2          |                   |                 |         | Південна Корея | 0         |           | C3        | Бразилія          | 2                 |                   |                   |       |
|  | B1          | Мексика           | 3               |         |                |           |           |           |                   |                   | A3                | ПАР               | 1     |

### Чвертьфінали
| 11 липня 2013 17:00 |

| Китайський Тайбей | 1-3 | Бразилія                       |
| ----------------- | --- | ------------------------------ |
| Ю Гсью-Чін 56'    |     | Демонер 37', 64' Крілеварі 87' |

| «Рубін», Казань Арбітр: Маріна Мамаєва (Росія) |

| 11 липня 2013 17:00 |

| Ірландія | 0-8 | Велика Британія                                                                     |
| -------- | --- | ----------------------------------------------------------------------------------- |
|          |     | Світмен-Кірк 1', 51', 52' Гінніґан 32' (пен.) Кірбі 37', 61' Картер-Лоблак 49', 87' |

| «Трудові резерви», Казань Арбітр: Рікако Кувагара (Японія) |

| 11 липня 2013 20:00 |

| Японія                                              | 3-3      | ПАР                                        |
| --------------------------------------------------- | -------- | ------------------------------------------ |
| Сакарамото 12' Такахаші 32' Нішікава 78'            |          | Сопосенв 38' Дламіні 44' Смеда 52'         |
|                                                     | Пенальті |                                            |
| Сакарамото · Суґіта · Такеяма · Нішікава · Какамура | 4-5      | Малту · Смеда · Дламіні · Сопосенв · Сварт |

| «Рубін», Казань Арбітр: Ельвіра Нурмустафіна (Казахстан) |

| 11 липня 2013 20:00 |

| Південна Корея | 0-3 | Мексика                      |
| -------------- | --- | ---------------------------- |
|                |     | М. Солфс 29' Коррал 60', 84' |

| «Трудові резерви», Казань Арбітр: Мішель О'Нілл (Ірландія) |

### Півфінали
| 13 липня 2013 17:00 |

| ПАР      | 1-4 | Мексика                                       |
| -------- | --- | --------------------------------------------- |
| Смеда 8' |     | Майор 6' Коррал 29' (пен.), 88' Монсівейс 63' |

| «Рубін», Казань Арбітр: Ельвіра Нурмустафіна (Казахстан) |

| 13 липня 2013 20:00 |

| Бразилія | 0-1 | Велика Британія   |
| -------- | --- | ----------------- |
|          |     | Картер-Лоблак 65' |

| «Рубін», Казань Арбітр: Пак Джі-Йонґ (Корейська республіка) |

#### Матч за 3-є місце
| 15 липня 2013 16:00 |

| Бразилія           | 2-1 | ПАР          |
| ------------------ | --- | ------------ |
| Травальйо 67', 69' |     | Сопосенв 34' |

| «Рубін», Казань Арбітр: Маріна Мамаєва (Росія) |

#### Матч за 1-е місце
| 15 липня 2013 20:00 |

| Велика Британія                                                       | 6-2 | Мексика                  |
| --------------------------------------------------------------------- | --- | ------------------------ |
| Коул 18' Крістьянсен 36' Кірбі 82', 88' Вілан 87' Картер-Лоблак 90+1' |     | Монсівейс 10' Коррал 26' |

| «Рубін», Казань Арбітр: Рікако Кувагара (Японія) |

## Фінальне розташування
| Місце | Команда           | Результат |
| ----- | ----------------- | --------- |
| 1     | Велика Британія   | 5-0-1     |
| 2     | Мексика           | 5-0-1     |
| 3     | Бразилія          | 4-0-2     |
| 4     | ПАР               | 2-1-3     |
| 5     | Японія            | 4-0-2     |
| 6     | Ірландія          | 2-1-3     |
| 7     | Південна Корея    | 2-1-3     |
| 8     | Китайський Тайбей | 2-0-4     |
| 9     | Росія             | 4-0-2     |
| 10    | Канада            | 3-0-3     |
| 11    | КНР               | 0-2-4     |
| 12    | Естонія           | 0-1-5     |